# Extraconiugale
Pour plus de détails, voir Fiche technique et Distribution.
Extraconiugale est un film à sketches italien en trois parties réalisé par Massimo Franciosa (La doccia), Mino Guerrini (Il mondo è dei ricchi) et Giuliano Montaldo (La moglie svedese). C'est une comédie à l'italienne sur le thème de l'infidélité conjugale.

## Synopsis
Segment : La doccia (litt. « La Douche »)
Luigi, un ingénieur d'âge moyen insatisfait de sa vie, trouve soudain une consolation dans un nouveau modèle de douche qui enflamme ses fantasmes érotiques envers Maristella, une chanteuse fiancée à son beau-frère.
Segment : Il mondo è dei ricchi (litt. « Le monde appartient aux riches »)
Gastone est un petit employé de province que personne ne respecte. Lorsqu'il gagne à la loterie, il passe d'oppressé à oppresseur. Mais sa réussite n'était qu'une illusion.
Segment : La moglie svedese (litt. « L'Épouse suédoise »)
Renato est un Sicilien qui vit en Scandinavie et a épousé Eva, une femme du cru. Lorsque le couple arrive en Sicile pour rendre visite à la famille de Renato, le comportement décomplexé d'Eva scandalise ces derniers, au point de leur faire deviser une terrible leçon à Renato.

## Fiche technique
Sauf indication contraire, les informations mentionnées dans cette section peuvent être confirmées par la base de données cinématographiques IMDb,  présente dans la section « Liens externes ».
- Titre original : Extraconiugale[1]
- Réalisateur : Mino Guerrini, Massimo Franciosa, Giuliano Montaldo
- Scénario : Castellano et Pipolo, Mino Guerrini, Massimo Franciosa, Luigi Magni
- Photographie : Alfio Contini, Tonino Delli Colli, Erico Menczer (it)
- Montage : Gisa Radicchi Levi
- Musique : Luis Bacalov, Angelo Francesco Lavagnino, Piero Umiliani
- Société de production : Produzione D.S. (Dario Sabatello)
- Pays de production :  Italie
- Langue de tournage : italien
- Format : Noir et blanc - Son mono - 35 mm
- Durée : 115 minutes (1 h 55)
- Genre : Comédie à l'italienne
- Dates de sortie :
  - Italie : 24 décembre 1964
  - France : 19 mars 1969

## Distribution
Segment : La doccia
- Gastone Moschin : Luigi
- Liana Orfei : Carla
- Lando Buzzanca : Roberto Savello
- Lena Ressler : Maristella

Segment : Il mondo è dei ricchi
- Enzo La Torre : Gastone Queri
- Franca Rame : Anna
- José Calvo : Commendatore Sasselli
- Denis Lyons : Darren
- Agata Flori : Ileana

Segment : La moglie svedese
- Renato Salvatori : Renato
- Maria Perschy : Eva
- Turi Ferro : Père de Renato
- Barbara Nelli : Silvana
- Giampiero Littera : soupirant d'Eva